# Vampyressa pusilla
Vampyressa pusilla es una especie de murciélagos de América del Sur. Se encuentran en Argentina, Brasil, Surinam y Paraguay.